# حكومة إبراهيم هاشم الأولى
حكومة إبراهيم هاشم الأولى ، هي الحكومة الحادي عشرة في عهد إمارة شرق الأردن. شكل إبراهيم هاشم حكومته الأولى في 18 أكتوبر 1933 واستمرت في عملها حتى 27 سبتمبر 1938.

## أعضاء الحكومة
| الرقم | الإسم         | المهام الوزارية                            |
| ----- | ------------- | ------------------------------------------ |
| 1     | إبراهيم هاشم  | رئيسا للوزراء ووزيرا للعدلية وقاضيا للقضاة |
| 2     | سعيد المفتي   | عضو المجلس التشريعي "المفتش الاداري"       |
| 3     | شكري شعشاعة   | مديرا للخزينة                              |
| 4     | هاشم خير      | عضو المجلس التشريعي "مدير الآثار"          |
| 5     | قاسم الهنداوي | عضو المجلس التشريعي                        |
| 6     | عودة القسوس   | نائبا عاما                                 |

## أهم الأحداث
استمرت هذه الحكومة نحو خمس سنوات. ومن أهم الإحداث السياسية في عهدها:
- تعديل المعاهدة مع بريطانيا لصالح الأردن في 2 حزيران 1934.
- انعقاد المجلس التشريعي الثالث في 1 تشرين الثاني 1934.
- انعقاد المجلس التشريعي الرابع في 1 تشرين الثاني 1937.
- استقالة السيد قاسم الهنداوي من عضوية المجلس التنفيذي في 30 تموز 1934